# Pepe Escalante
José Tomás Escalante Bermejo (Córdoba, España, 31 de marzo de 1950) es un exfutbolista y entrenador de fútbol español.

## Biografía

### Como jugador
Sus orígenes están en La Huerta de la Marquesa, dentro de la barriada de Ciudad Jardín en la ciudad de Córdoba. Escalante, que era centrocampista, debutó a nivel profesional con el Córdoba Club de Fútbol en 1968, y llegó a jugar en el equipo durante su etapa de Primera División, junto a su gran amigo Juan Verdugo Pérez. También pasó por las filas del Real Betis Balompié y del Club Getafe Deportivo. Se retiró en 1981, siendo futbolista de la Asociación Deportiva Ceuta.

### Como entrenador
Escalante debutó como técnico en 1981 de la mano del Córdoba Club de Fútbol, el equipo de su tierra, con el que ha logrado sus mayores éxitos. Ha dirigido al equipo blanquiverde en varias etapas. No obstante, en la primera de ellas, en la temporada 1981-82 en Segunda División, terminaría siendo destituido antes de que la campaña finalizase a causa de los malos resultados. De hecho, Escalante ya había llegado al primer equipo después del despido de Cayetano Ré. Cabe destacar que fue una temporada muy complicada, en la que hasta cuatro técnicos pasaron por el banquillo y el equipo sufrió en demasía para mantener la categoría. 
Tras varios años sin entrenar, el Córdoba volvería a hacer uso de sus servicios para la 1986-87 tras la marcha de Josu Ortuondo. Sin embargo, terminaría siendo despedido de nuevo ante los malos resultados. Así, después de un paso fugaz por el Vélez, en 1998 regresaría de nuevo a Córdoba, esta vez para hacerse cargo del primer equipo tras la marcha de ''Perico'' Ramos. Escalante se hizo cargo del equipo andaluz, que en aquel momento marchaba a un punto de los puestos de descenso a Tercera División. Terminó logrando la permanencia; y al año siguiente, lo ascendió a Segunda División A. En la temporada 1999-2000, su primer año en la categoría de plata, estuvo rondando los primeros puestos de la clasificación, finalizando en una cómoda decimosegunda posición. Desgraciadamente, terminó siendo despedido en diciembre de 2000 a causa de una mala racha de resultados.
En 2001, dirigió al Cádiz Club de Fútbol durante algunos meses. También trabajó en el cuerpo técnico del Gregorio Manzano en el Club Atlético de Madrid y entrenó al Club Deportivo Don Benito durante la primera mitad del año 2005.
Sin embargo, a principios de la temporada 2005-06, vuelve a tomar las riendas del Córdoba en sustitución de Quique Hernández. El conjunto blanquiverde, que recientemente había descendido de nuevo a la categoría de bronce del fútbol español, se había marcado como objetivo volver lo antes posible a Segunda  Escalante logró cambiar la dinámica del equipo, consiguiendo quedar muy cerca de los puestos de play-off de ascenso (sexta posición), aunque resultó determinante la nefasta primera vuelta. Afortunadamente, en 2007, después de lograr una meritoria cuarta posición, logró un nuevo ascenso a Segunda División con la entidad blanquiverde, después de deshacerse del Pontevedra y Huesca en el play-off. Si bien esto le permitió renovar automáticamente por dos temporadas, el club rescindió su contrato pocos días después, siendo relevado por su paisano Paco Jémez. Escalante dejaba el Córdoba habiendo marcado un hito en la historia en la entidad, ya que desde entonces, nadie ha logrado  dos ascensos de Segunda División B a Segunda División. Además, se convirtió en el técnico que más partidos ha dirigido al equipo, y uno de los que más etapas ha vivido en la entidad. 

## Clubes

### Jugador
| Club                       | País   | Año       |
| -------------------------- | ------ | --------- |
| Córdoba Club de Fútbol     | España | 1968-1975 |
| Real Betis Balompié        | España | 1975-1976 |
| Club Getafe Deportivo      | España | 1976-1978 |
| Asociación Deportiva Ceuta | España | 1978-1981 |

### Entrenador
| Club                                       | País   | Año       |
| ------------------------------------------ | ------ | --------- |
| Córdoba Club de Fútbol                     | España | 1981-1982 |
| Córdoba Club de Fútbol                     | España | 1986-1987 |
| Vélez Club de Fútbol                       | España | 1995-1996 |
| Córdoba Club de Fútbol                     | España | 1998-2000 |
| Cádiz Club de Fútbol                       | España | 2001      |
| Club Atlético de Madrid (3.er. entrenador) | España | 2003-2004 |
| Club Deportivo Don Benito                  | España | 2005      |
| Córdoba Club de Fútbol                     | España | 2005-2007 |